# ميريا أربوليدا
ميريا أربوليدا (1928 - 21 فبراير 2021) كانت عازفة بيانو كلاسيكية كولومبية.

## الحياته المهنية والتعليم
ولدت ماريا ميريا أربوليدا كادافيد في بالميرا في فالي ديل كاوكا كولومبيا عام 1928 وهي ابنة فرناندو أربوليدا لوبيز عمدة بالميرا وروزا كادافيد ميدينا مع خمس أخوات أخريات هن: إزميرالدا وبوبينزا وفابيولا وفيوليتا وصوفي. كان فرناندو رئيسًا لبلدية بالميرا وأصبحت إزميرالدا أول عضوة في مجلس الشيوخ في تاريخ كولومبيا. بدأت أربوليدا دراسة الموسيقى عندما كانت في السادسة من عمرها في معهد أنطونيو ماريا فالنسيا دي كالي الموسيقي. هناك حصلت على دبلوم الدراسات العليا. ذهبت للدراسة في معهد نيو إنجلاند للموسيقى في بوسطن، وهي مدرسة موسيقى مرموقة للغاية. في المعهد الموسيقي حصلت أربوليدا على لقبها في الموسيقى والدبلوم الفني في عام 1957 تحت وصاية عازف البيانو المجري ميكلوس شوالب. أيضًا في عام 1957 ، شاركت أربوليدا في مسابقة البيانو الدولية في ريو دي جانيرو والتي ألهمتها للانتقال إلى باريس والحصول على درجة الماجستير في دراسات البيانو. في المعهد الموسيقي أصبحت أربوليدا تحت رعاية عازفي البيانو المشهود لهم بالنقد مثل الموسيقار الفرنسي نادية بولانجر والموسيقي الفرنسي الليتواني فلادو بيرليموتر.

## الحياة المهنية
بصفتها عازفة بيانو في الحفلات الموسيقية أقامت أربوليدا حفلات موسيقية في أماكن دولية مثل متحف إسابيلا في بوسطن، وقاعة المدينة في مدينة نيويورك، [3] ومجمع تيريزا كارينو الثقافي في كاراكاس، ومركز الفنون الجميلة في بروكسل. كما غنت عدة مرات في موطنها كولومبيا مثل الحفلات الموسيقية في مكتبة لويس أنخيل أرانجو في بوغوتا، ومكتبة ليون دي غريف في ميديلين. أصبحت أربوليدا فيما بعد أستاذة موسيقى رئيسية في جامعة كولومبيا الوطنية، حيث أمضت حوالي 30 عامًا من حياتها في التدريس.

## الحياة الشخصية
كانت أربوليدا متزوجة من المحامي فلافيو كروز دومينغيز الذي توفي لاحقًا. كان للزوجين طفلان سانتياغو وخوسيه أنطونيو. في 21 فبراير 2021 توفيت أربوليدا عن عمر يناهز 92 عامًا في بوغوتا.